# Bergschlößchen (Münden)

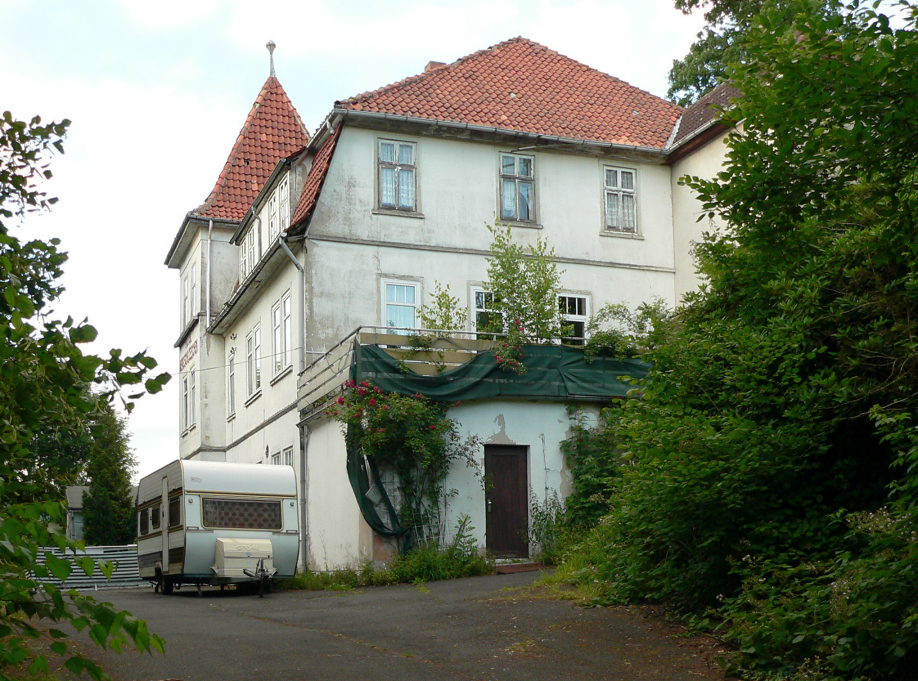
Das Bergschlößchen

Das Bergschlößchen ist ein ehemaliges Hotel mit Gaststätte in Hann. Münden in Südniedersachsen, das aus einem um 1830 entstandenen Gartenlokal hervorgegangen ist.

## Geschichte
Das Bergschlößchen ging aus einem Gartenlokal in einem einst steinigen Bereich am Kattenbühl hervor, der erst 1827 kultiviert wurde. Danach ließ die Stadt Münden dort eine städtische Obstplantage anlegen und führte jährlich Obstfeste in der Anlage durch. 1836 gab Catharina Maria Lambrecht im Mündener Intelligenzblatt eine Anzeige auf, wonach ihre Wirtschaft am Cattenbühl wieder eröffnet sei. Der genaue Entstehungszeitpunkt des Lokals ist nicht bekannt, wird aber um 1830 kurz nach der Entstehung von Andree’s Berggarten in Münden vermutet.
Im Jahr 1867 wurden die alten Gebäude des Gartenlokals abgebrochen. 1871 wird im Kataster ein Neubau eingetragen, als der damalige Schneider Heinrich Gottschalk als damaliger Besitzer ein neues Gartenhaus errichten lässt. Zum Baubestand der Gastwirtschaft, die zu diesem Zeitpunkt als Gottschalks Berggarten bezeichnet wurde, gehörten neben dem Gartenhaus ein Wohnhaus und ein Stall. Das Gartenhaus brannte 1878 komplett ab. 1879 wurde es neu errichtet und erhielt einen Turm mit Blitzableiter, dessen Spitze vergoldet war. Im Volksmund wurde der Bau „Zur goldenen Nadelspitze“ genannt, was auf den Beruf des Besitzers als Schneider anspielte. 1883 erwarb Johann Zimmermann, ein Urenkel des Ordonnanzoffiziers des preußischen Generalfeldmarschalls Blücher, die Gastwirtschaft. Er benannte sie in Hotel und Pension Bergschlößchen um.
Weitere Besitzerwechsel schlossen sich 1884, 1891, 1895, 1911 und 1913 an. Erst mit einem völligen Umbau im Jahre 1926 durch einen Hotelier gelangte der Betrieb zur Blüte. Das Bergschlößchen verfügte über eine Terrasse, von der aus sich ein reizvoller Ausblick auf das von den Flüssen Werra, Fulda und Weser durchzogene Tal bot. Etwa seit den 1970er Jahren wurde der traditionsreiche Betrieb als Diskothek genutzt. Um das Jahr 2010 wurde das Bergschlößchen geschlossen und die Baulichkeiten sind seither ungenutzt.
Im März 2017 kam es durch Brandstiftung zu Bränden an verschiedenen Stellen im Gebäude. Das Gebäude wurde durch den Brand nicht zerstört, verfiel aber in den folgenden Jahren weiter, bis es abgerissen wurde. Auf dem Gelände soll ein Mehrfamilienhaus entstehen.